# Järnvägsolyckan i Nosaby
Järnvägsolyckan i Nosaby i Kristianstad ägde rum klockan 09.07 lokal tid den 10 september 2004, då kustpilentåget Christian IV (Y2 1376) kolliderade med en långtradare som stannat mellan bommarna i plankorsningen på länsväg 118 vid Nosaby kyrka. Två personer omkom och 47 skadades.

## Olyckan
Tåg 357 på väg mot Malmö hade avgått från Karlskrona klockan 07.33. Strax efter klockan 9 var en lastbil på väg förbi plankorsningen på länsväg 118 vid Nosaby kyrka när bommarna fälldes ned enligt ögonvittnen. Tåget körde på lastbilens släp som klövs och hela dess innehåll av pellets flög ut.
Tågets första vagn spårade ur totalt, roterade 180º och blev liggande på sidan. Även andra och tredje vagnarna spårade ur. Banvallen och rälsen förstördes.
En lokförare längst fram i tåget omkom, tillsammans med  en lokförare på tjänsteresa (passåkte), 47 passagerare skadades varav 4 allvarligt, däribland tågmästaren som aldrig kom tillbaka i tjänst på SJ utan slutade under sommaren 2007.

## Osäkerhet angående antalet resenärer
Det var osäkert hur många personer som fanns i tåget då många passagerare hade periodkort från Blekingetrafiken eller Skånetrafiken. Endast ett fåtal passagerare hade SJ-biljett, och enbart dessa visades i SJ:s informationssystem. Tidiga beräkningar visade på sammanlagt 90 personer ombord. Av dessa skadades 47 varav 4 fick allvarliga men inte livshotande skador. De skadade fördes till Centralsjukhuset Kristianstad, men även sjukhus i Malmö, Lund och Karlshamn sattes i beredskap för säkerhets skull. 
Nosaby skola ligger nära olycksplatsen. Flera skolbarn blev ögonvittnen till olyckan. Vissa lokaler i skolan användes som behandlingsrum för skadade.

## Domen
Lastbilsföraren hävdade att han inte såg att stoppsignalen var tänd förrän han var framme vid bommarna eftersom han var bländad av solen. Istället för att genast köra igenom bommarna så att fordonet inte skulle bli kvar på spårområdet, stannade han på spåret och försökte lyfta upp bommen, vilket dock misslyckades. Lastbilsföraren bestämde sig då för att köra igenom bommen, men det var för sent. Långtradaren hann aldrig ut ur plankorsningen och tåget kolliderade med lastbilssläpet. Därför dömdes han den 19 december 2005 av Kristianstads tingsrätt till 14 månaders fängelse för grov vårdslöshet i trafik, vållande till annans död och vållande till kroppsskada. Domen fastställdes av hovrätten. Advokat Leif Silbersky, som försvarade den åtalade, valde att överklaga även hovrättens dom. Högsta domstolen valde dock att inte bevilja prövningstillstånd varför hovrättens dom stod fast.

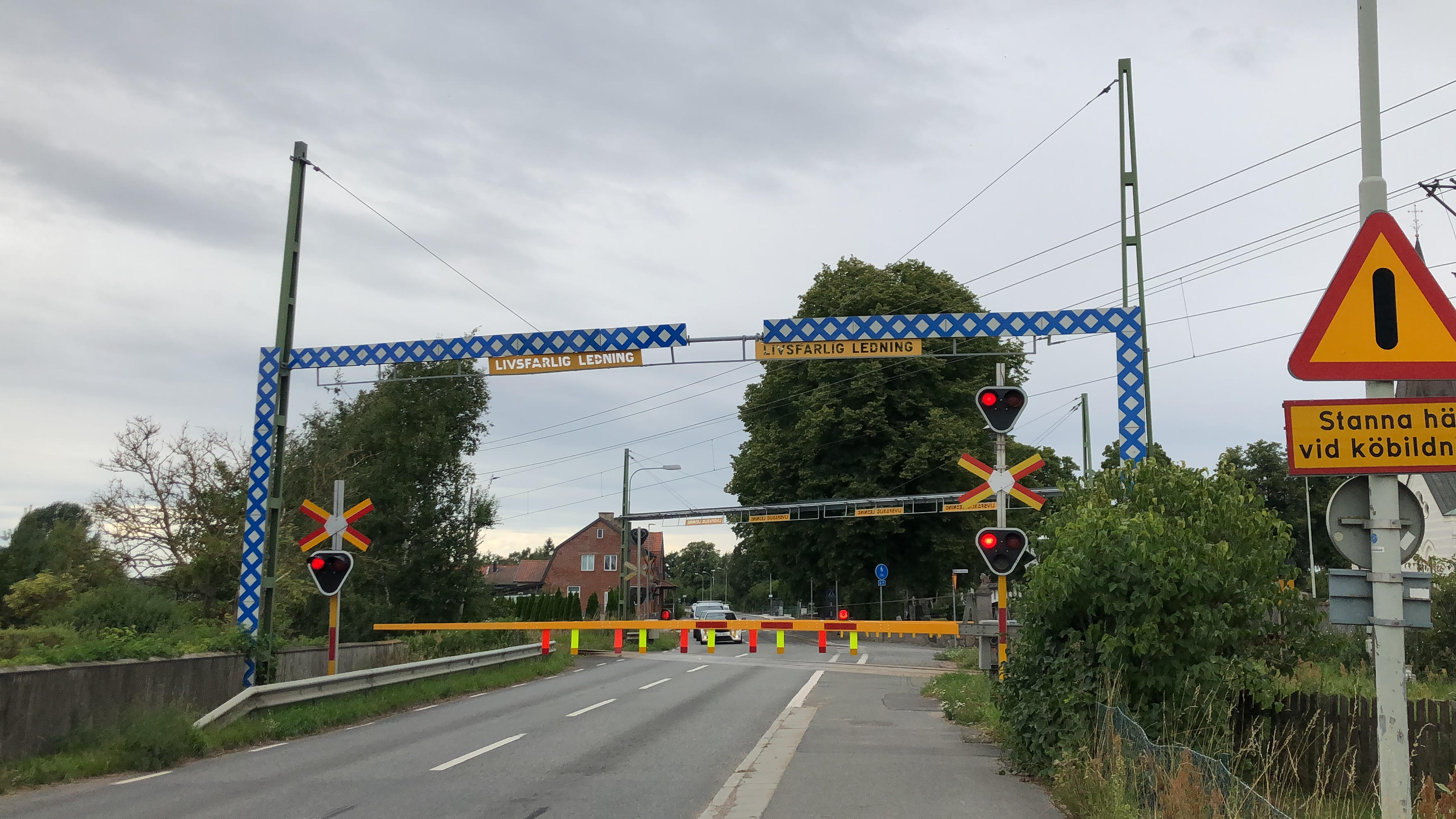
Olycksplatsens utseende 2020